# Juan Lira Loayza
Juan Ramón Lira Loayza  (Coronel Gregorio Albarracín Lanchipa, 31 de marzo de 1968) es un abogado peruano. Fue ministro de Trabajo y Promoción del Empleo del Perú, desde el 29 de mayo de 2022 hasta el 5 de agosto de 2022.

## Biografía
Juan Ramón nació el 31 de marzo de 1968, en el distrito peruano de Coronel Gregorio Albarracín Lanchipa, Tacna.
En 1994, obtuvo el título de Bachiller, con especialidad en Derecho por la Universidad Privada de Tacna, y posteriormente el título de abogado en 1996, en la misma universidad.
En 1997, se incorporó al Ilustre Colegio de Abogados de Tacna.
Tiene una maestría en Derecho Civil y Comercial, en la Universidad Privada de Tacna; una maestría en Derecho Constitucional, por la Universidad Andina Néstor Cáceres Velásquez y tiene un doctorado en Derecho, en la Universidad Alas Peruanas.

### Trayectoria
Fue asesor legal de la Diócesis de Tacna y Moquegua (1996-1999), en la Universidad Privada de Tacna (1997-2001), y en la Empresa Radio Taxi "El Terminal" (2005-2006).
Fue también asesor legal externo en temas contractuales, en el Banco de Crédito del Perú, (1998-2006) y procurador Público Municipalidad Distrital de Alto de la Alianza (2007-2010). 
En 2011, fue asesor del Gobierno regional de Tacna, siendo secretario en el mismo, entre 2011 y 2021.
Se ha desempeñado como docente, en la especialidad de Derecho, en la Universidad Privada de Tacna (1999-2001), la Universidad Nacional Jorge Basadre Grohmann (2002-2013), la Universidad Católica Los Ángeles de Chimbote (2005-2006) y la Universidad Alas Peruanas (2013-2019).
Fue Director de la Dirección General de Derechos Fundamentales y Seguridad y Salud en el Trabajo en el Ministerio de Trabajo, entre diciembre de 2021 a mayo de 2022.

### Ministro de Estado
El 29 de mayo de 2022, fue nombrado y posesionado por el presidente Pedro Castillo, como ministro de Trabajo y Promoción del Empleo del Perú; tras la censura de su predecesora Betssy Chávez.